# Engaño de Fortsas

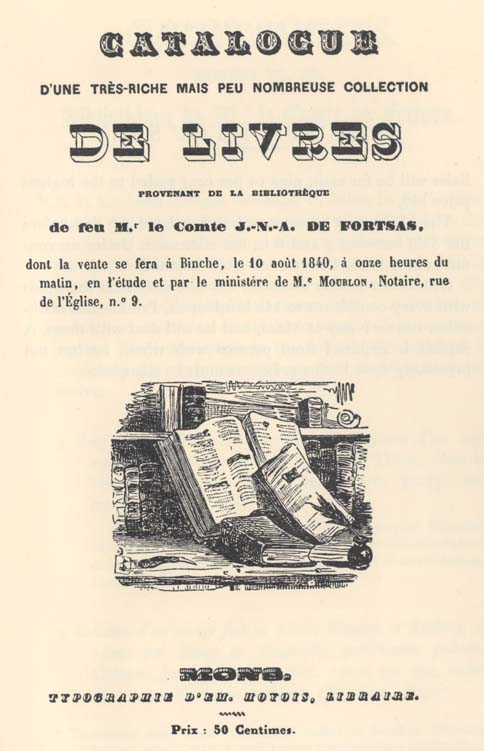
Portada del Catálogo Fortsas.

El engaño de Fortsas remite a un acontecimiento ocurrido en Binche, Bélgica, en 1840. Ese año, los más prominentes libreros, bibliotecarios y coleccionistas de Europa fueron engañados con un catálogo de subasta apócrifo que incluía libros raros y deseables.

## Historia
Según la introducción del catálogo, Jean Nepomucene Auguste Pichauld, Conde de Fortsas, había sido un coleccionista de libros raros únicos, de los cuales solo existía una copia conocida. Toda vez que el Conde encontrar un libro de su colección en alguna bibliografía, este era retirado de su colección, o directamente destruido. A su muerte, acaecida el 1 de setiembre de 1839, poseía una colección de 52 ejemplares únicos, todos listados en el breve catálogo comentado por él mismo. Sus herederos, no interesados en el contenido de la herencia, decidieron subastar la colección. La venta estaba fijada en el catálogo para el 10 de agosto de 1840.
El catálogo del Conde de Fortsas produjo gran revuelo. Famosos estudiosos y coleccionistas difundieron rápidamente el conenido del catálogo que les fuera entregado. La ambición de conseguir piezas provenientes de la biblioteca personal del bibliómano se manifestó en figuras de gran relevancia, como Charles Nodier, Paul Lacroix, Jan Frans Willems o Thomas Phillipps, entre otros. El debate se extendió luego a círculos, asociaciones y clubes de bibliófilos.
En la fecha señalada, buen número de coleccionistas e intelectuales se acercaron a Binche, deseosos de pujar por los libros. Al poco tiempo de su llegada masiva, se dieron cuenta de que la oficina del notario donde iba a celebrarse la subasta no existía, ni tan siquiera la calle donde presuntamente se encontraba la notaría. Se emitió un circular aquel mismo día en el que se explicaba que no iba a realizarse la subasta ya que la biblioteca pública de Binche había decidido comprar la colección al completo. Gran parte de los curiosos y bibliófilos al ir en busca de dicha biblioteca, se encontraron con que no existía tampoco la biblioteca indicada. Posteriormente descubrieron que ni siquiera existió el Conde de Fortsas.

## Explicación
Finalmente se reveló que la broma había sido planeada y llevada a cabo por un numismático, bibliófilo anticuario y oficial retirado, llamado Renier Hubert Ghislain Chalon, que disfrutaba gastando bromas a la intelectualidad. Paradójicamente, el ficticio catálogo de libros únicos que Chalon envió a las víctimas de su broma se ha convertido en una rareza bibliográfica codiciada por los bibliófilos. Con posterioridad se han realizado varias ediciones del catálogo.